# Привільне (Корюківський район)
Приві́льне —  село в Україні, у Сновській міській громаді Корюківського району Чернігівської області. Населення становить 2 особи (станом на 2018 рік). До 2016 орган місцевого самоврядування — Низківська сільська рада.

## Історія
12 червня 2020 року, відповідно до розпорядження Кабінету Міністрів України № 730-р «Про визначення адміністративних центрів та затвердження територій територіальних громад Чернігівської області», увійшло до складу Сновської міської громади.
19 липня 2020 року, в результаті адміністративно-територіальної реформи та ліквідації Сновського району, село увійшло до складу Корюківського району.

## Населення

### Мова
Розподіл населення за рідною мовою за даними перепису 2001 року:
| Мова       | Кількість | Відсоток |
| ---------- | --------- | -------- |
| українська | 49        | 100%     |